# LSM-1級中型揚陸艦
LSM-1級中型揚陸艦（英語: LSM-1-class landing ship medium）は、アメリカ海軍が運用していた揚陸艦の艦級。558隻が発注されたが、うち60隻は火力支援用のロケット中型揚陸艦（LSM(R)）に設計変更されており、498隻が完成した。

## 来歴
イギリス海軍は、作戦距離が比較的短く、また割合に穏やかな海域において戦車数両を輸送・揚陸するための上陸用舟艇として、戦車揚陸艇（LCT）の整備に着手していた。1940年よりまず370トン級のLCT Mk.1の建造が開始され、翌1941年以後、さらに500トン級のMk.2、その船体を延長した600トン級のMk.3、やや船体を縮めるかわりに拡幅したMk.4が順次に建造開始された。また同年12月のアメリカ合衆国の参戦に伴い、同国海軍向けとして、戦車揚陸艦（LST）への搭載に対応して小型化したMk.5、これを若干大型化したMk.6も追加された。
アメリカ海軍はこれらのLCTの運用実績を高く評価し、大型化版を求めるようになった。これに応じてイギリス海軍が設計したのがLCT Mk.7であり、これを1944年5月からアメリカで建造したのが本級である。

## 設計
設計面では、従来のLCTがバージの形状をベースとしていたのに対し、本級では、先行するLST-1級戦車揚陸艦の上甲板をなくして、艦橋構造物を中央部右舷側に寄せたものと言ってよい。艦首部に観音開きの門扉（バウ・ドア）とその中にバウ・ランプを有する点でも同様であり、バウ・ランプの幅4.3メートルも共通である。LST-1級においては、バウ・ランプが防水扉を兼ね、バウ・ドアは水切りを良くするためのものであった。
バウ・ランプの直後に連続して設けられた車両甲板は艦尾まで全通しているが、艦尾側には扉はなく行き止まりとなっている。この行き止まり部の左舷側には艦尾錨用のウインチが配置された。車両甲板には中戦車なら6両、重戦車なら3両を搭載することができる。その両舷側にはLST-1級と同様に防水区画が設けられているが、LST-1級では居住区として用いられていたのとは異なり、ここは倉庫や調理室、便所などに割り振られた。船体外板はかなり薄く、舷側の2条の防舷材が強度確保上有効であった。これを補うため、艦橋や銃座には高張力鋼（STS）による弾片防御が施されていた。居住区は車両甲板下に配置されており、また機械室もこの付近に設けられている。主機関としてはフェアバンクス・モース38D 8-1/8 X10ディーゼルエンジン2基を搭載し、各1軸ずつの推進器に直結されて駆動する。また舵や推進器付近の艦尾船底部には、LSTと同様にスケグが配置されており、これと船体外板によってトンネル状構造とすることで推進器等の保護を図っている。
また後に、建造途上の本級を流用して、この露天の全通車両甲板にロケット砲多数を搭載したロケット中型揚陸艦（LSM(R)）も登場した。まず作られたLSM(R)-188級では、車両甲板の上方に設けた上甲板上に多数の5インチロケット発射機を搭載するとともに、後方には5インチ単装砲1基が搭載された。ロケット発射機としては、4連装式のMk.36が75基、6連装式のMk.30が30基搭載されたが、これらは人力装填式であったため、発射後の次発装填に相当の時間を要したことから、LSM(R)-196から199では重力を利用した自動装填式のMk.51 85基に変更された。また第2陣にあたるLSM(R)-401級ではさらに改設計が進められ、艦橋構造物は艦尾に、5インチ砲はその前方に移された。また5インチロケット発射機も改良されたMk.105連装発射機10基に変更されるとともに、107mm迫撃砲4基も追加された。